# Уэртенбейкер, Грин Пейтон
Грин Пейтон Уэртенбейкер (англ. Green Peyton Wertenbaker, 1907—1968) — американский журналист и писатель, автор нескольких книг.

## Биография
Родился в штате Делавэр в 1907 году. Окончил Университет Вирджинии. В 1930-х годах работал редактором и штатным автором журналов «Fortune» и «Time». Во время Второй мировой войны служил на флоте. Впоследствии был связан со Школой Аэрокосмической Медицины ВВС США, НАСА и родственными организациями.
Скончался в 1968 году в Сан-Антонио, штат Техас.

## Литературная карьера
Г. Пейтон Уэртенбейкер опубликовал первый научно-фантастический рассказ «Человек из атома» («The Man From Atom») в возрасте 16 лет в научно-популярном журнале Хьюго Гернсбека «Science and Invention» (август 1923 года). «Человек из атома» был переиздан в историческом первом номере «Amazing Stories» (апрель 1926 года). На протяжении последующих нескольких лет в «Amazing Stories» были опубликованы ещё несколько рассказов Уэртенбейкера, однако затем его сотрудничество с Гернсбеком прекратилось. Впоследствии он выпустил несколько традиционных для американской провинции «региональных» романов, некоторые из них под псевдонимом «Грин Пейтон».

## Полемика о фантастике
Парадоксальным образом Г. Пейтон Уэртенбейкер оказался одним из авторов «гернсбековской» когорты, которые почти с самого начала ставили под сомнение концепцию строгой «научности» фантастики, провозглашенную Гернсбеком. В июльском номере «Amazing Stories» 1926 года было опубликовано письмо Уэртенбейкера, в котором он писал:
«Литература прошлого и настоящего делает для нас человека и окружающий мир менее загадочными, как следствие — менее прекрасными, так как красота и загадка неразрывно связаны. Красота побуждает наши эмоции стремиться к тому, чего невозможно достигнуть одним только интеллектом. Научная фантастика уводит нас в такие далёкие уголки Вселенной, где еще осталась тайна и, соответственно, осталась красота. Именно поэтому научная фантастика представляется мне истинной литературой будущего. Но «Amazing Stories» грозит опасность стать слишком научным и слишком приземленным. Конечно, пока еще слишком рано делать выводы, но для дружески высказанных предостережений, пожалуй, самое время. Конечно, точную меру соотношения науки и литературы определить непросто, но здесь я бы доверился эстетическому инстинкту.»

Публикацию письма сопровождал ответ Гернсбека, который, полностью проигнорировав эстетический подход корреспондента, зацепился за реплику о «точной мере»:
«Эти высказывания, нам представляется, ставят вопрос ребром. Если нам будет позволено озвучить наше мнение, мы бы сказали, что идеальный состав научной фантастики — 75 % литературы, разбавленный 25 % науки.»